# Lac Leigh
Le lac Leigh (Leigh Lake en anglais) est un lac situé dans le parc national de Grand Teton au nord-ouest du Wyoming aux États-Unis. Différentes activités nautiques et de randonnées sont proposées aux touristes venant visiter le parc national. 
Le lac est situé au sud-est du mont Moran et est facilement accessible à pied. 